# Сгонники
Сго́нники — деревня в городском округе Мытищи Московской области России. Население — 179 чел. (2010).

## География
Расположена на севере Московской области, в южной части Мытищинского района, на Осташковском шоссе, примерно в 4 км к западу от центра города Мытищи и 3 км от Московской кольцевой автодороги. В деревне 4 улицы — Промышленная, Сгонниковская, Угловая и Центральная, приписано садоводческое товарищество. Связана автобусным сообщением с районным центром и городом Москвой (маршруты № 314, 438). Ближайшие населённые пункты — деревни Бородино, Ховрино и Челобитьево.

## Население
| 1859 | 1890 | 1899 | 1926 | 2002 | 2010 |
| ---- | ---- | ---- | ---- | ---- | ---- |
| 133  | ↘103 | ↗115 | ↗177 | ↘158 | ↗179 |

## История

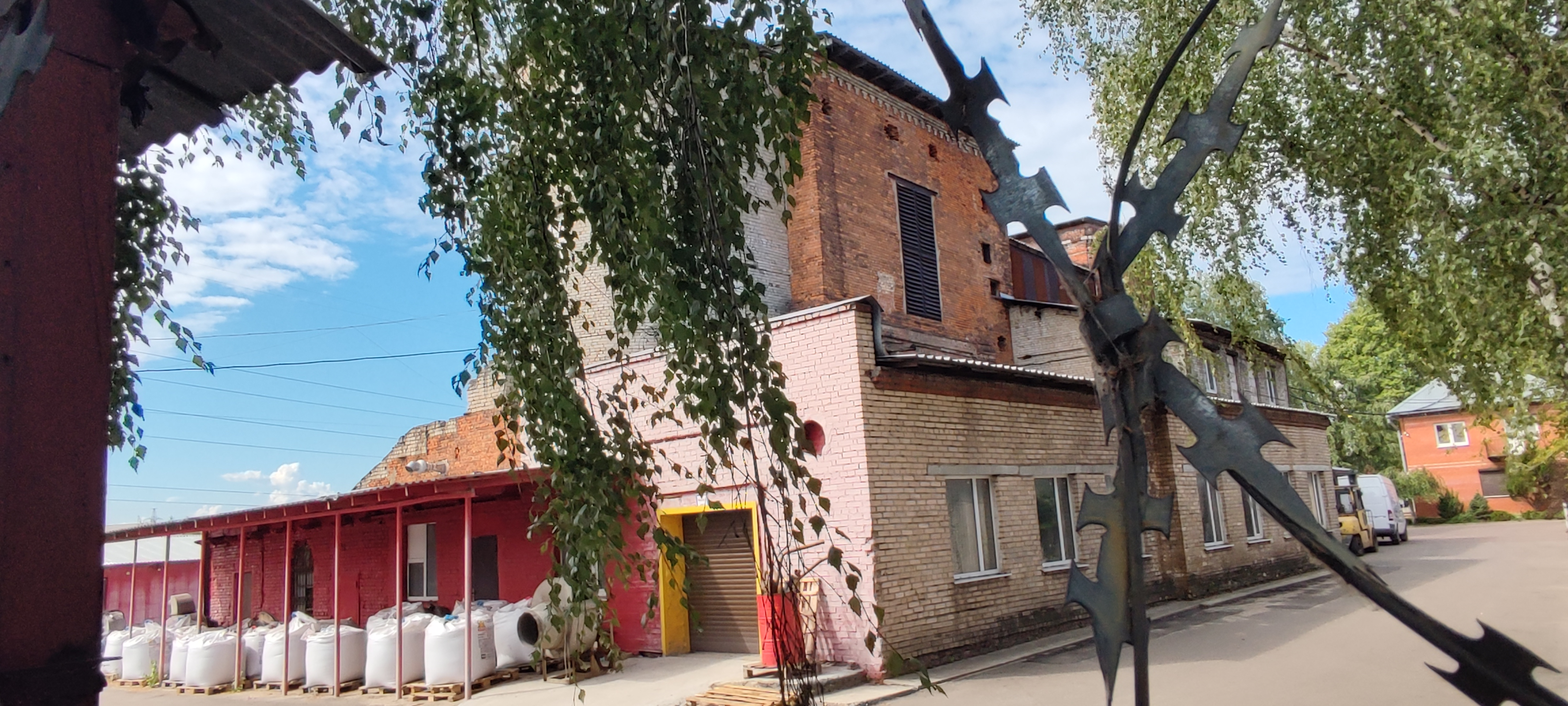
Церковь Богоявления ― вид через забор. Сгонники

В «Списке населённых мест» 1862 года Сгонники (Чепцова) — владельческая деревня 4-го стана Московского уезда Московской губернии по Тайнинскому торговому тракту, в 16 верстах от губернского города и 17 верстах от становой квартиры, при безымянном ручье, с 25 дворами и 133 жителями (63 мужчины, 70 женщин).
По данным на 1899 год — деревня Мытищинской волости Московского уезда с 115 жителями.
По материалам Всесоюзной переписи населения 1926 года — центр Сгонниковского сельсовета Коммунистической волости Московского уезда в 1 км от Осташковского шоссе, в 5 км от станции Мытищи Северной железной дороги, проживало 177 жителей (89 мужчин, 88 женщин), насчитывалось 31 хозяйство, из которых 29 крестьянских.
С 1929 года — населённый пункт в составе Мытищинского района Московского округа Московской области. Постановлением ЦИК и СНК от 23 июля 1930 года округа как административно-территориальные единицы были ликвидированы.
1929—1963, 1965—1994 гг. — центр Сгонниковского сельсовета Мытищинского района.
1963—1965 гг. — центр Сгонниковского сельсовета Мытищинского укрупнённого сельского района.
1994—2006 гг. — центр Сгонниковского сельского округа Мытищинского района.
2006—2015 гг. — деревня городского поселения Мытищи Мытищинского района.